# 塔什科瑞克乡
塔什科瑞克乡，是中华人民共和国新疆维吾尔自治区伊犁哈萨克自治州伊宁市下辖的一个乡镇级行政单位。

## 行政区划
塔什科瑞克乡下辖以下地区：
阿依墩村、科克其勒克村、塔什科瑞克村、果园村、吉格代力克村和英买里村。